# Cora van der Kooij
Cora van der Kooij (* 10. Juli 1946 in Amsterdam; † 8. August 2018 in Utrecht, Niederlande) war Krankenschwester, Historikerin und Pflegewissenschaftlerin. Sie beschäftigte sich mit den gefühlsmäßigen Herausforderungen der Altenbetreuung. Aus dieser Perspektive heraus entwickelte sie das mäeutische Pflege- und Betreuungsmodell.

## Leben
Nach dem Besuch eines Altsprachlichen Gymnasiums begann sie 1965 die Ausbildung zur Krankenpflegerin an der Krankenpflegeschule der Freien Universität Amsterdam. Sie schloss 1969 ihre Ausbildung ab und studierte anschließend Geschichte an der Rijksuniversiteit Utrecht, wo sie 1979 als Doktorandus abschloss. Sie erhielt die Lehrbefugnis für die Sekundarstufe II im Fach Geschichte, war dann aber bis 1980 als Krankenpflegerin im Algemeen Ziekenhuis in Amsterdam tätig. Von 1981 bis 1982 war sie Praxisbegleiterin und Praxiskoordinatorin im Pflegeheim und im Anschluss daran bis 1985 pflegewissenschaftliche Forscherin am Instituut voor Verplegingswetenschap (Institut für Pflegewissenschaft). Danach war sie bis 1996 Senior-Forscherin und Projektleiterin beim Nationaal Ziekenhuisinstituut (Nationalen Krankenhausinstitut) und in dieser Zeit von 1990 bis 1996 Projektleiterin bei der Stichting Validation. Von 1996 bis 2007 war sie leitende Mitarbeiterin im Bereich Entwicklung und Forschung, später Leiterin des Bereichs Inhalt und Entwicklung bei IMOZ. 1998 erhielt sie die Zertifizierung zum Validation Teacher durch das Validation Training Institute. 2003 promovierte sie an der Medizinischen Fakultät, Fachgruppe Psychiatrie, der Freien Universität Amsterdam mit der Doktorarbeit Gewoon lief zijn? (Einfach nett sein?). 2004 erfolgte die Gründung des Vereins IMOZ – Institut für mäeutische Entwicklung der Pflegepraxis (seit 2008: IMOZ – erlebensorientierte Pflege und Betreuung), bei dem sie Gründungsmitglied war. 2007 gründete sie das niederländische Büro „Feeling for Care“; in der Folge arbeitete sie als selbständige Publizistin, Entwicklerin, Beraterin, Trainerin und Forscherin. Ebenfalls seit 2007 war sie Vorstandsmitglied von IMOZ Nederland. 2009 gründete sie schließlich die „Akademie für Mäeutik“ als Entwicklungswerkstatt für die IMOZ-Akademien und wurde als Mitbegründerin der IMOZ Akademie für Mäeutik Deutschland sowie der österreichischen Organisation für Mäeutik aktiv.
Ihre methodischen Ansätze, die sich bis auf Platon zurückführen lassen, fanden Eingang in mehrere niederländische und deutsche Lehrbücher der Altenpflege, darunter Thiemes Altenpflege und das niederländische Standardwerk Ergotherapie Bij Ouderen Met Dementie En Hun Mantelzorgers.

## Veröffentlichungen
- De vermaatschappelijking van de zorg. In: Cora van der Kooij (Hrsg.): Honderd jaar verplegen : een bijsluiter over gisteren met een opening naar morgen. Lochem 1990.
- Ulrich Schindler (Hrsg.): Die Pflege demenziell Erkrankter neu erleben: Mäeutik im Pflegealltag, Vincentz 2003.
- Cora van der Kooij: Das mäeutische Pflege- und Betreuungsmodell: Darstellung und Dokumentation, Huber 2010.
- Cora van der Kooij, Christine Sowinski, Antje von Glan: «Ein Lächeln im Vorübergehen»: Erlebensorientierte Altenpflege mit Hilfe der Mäeutik, Huber 2012.